# Kleßen-Görne
Kleßen-Görne è un comune di 339 abitanti del Brandeburgo, in Germania.

Appartiene al circondario della Havelland ed è parte dell'Amt Rhinow.

## Geografia fisica
Klessen-Görne si trova a circa 70 km a nord-ovest di Berlino ed a circa 15 a nord-est di Rathenow. È attraversato dal canale fluviale Havelländisches Luch, che separa il territorio comunale dal circondario dell'Ostprignitz-Ruppin.

## Storia
I due centri abitati danno vita al nuovo comune, fondendosi, il 31 dicembre 2002. Le prime notizie riguardo Klessen risalgono al 1230, con l'allora toponimo "Cletsim", successivamente "Cletzin".

## Società

### Evoluzione demografica
Con soli 412 abitanti (al dato 2007), Kleßen-Görne è il comune meno popoloso del Brandeburgo.

## Economia

### Turismo

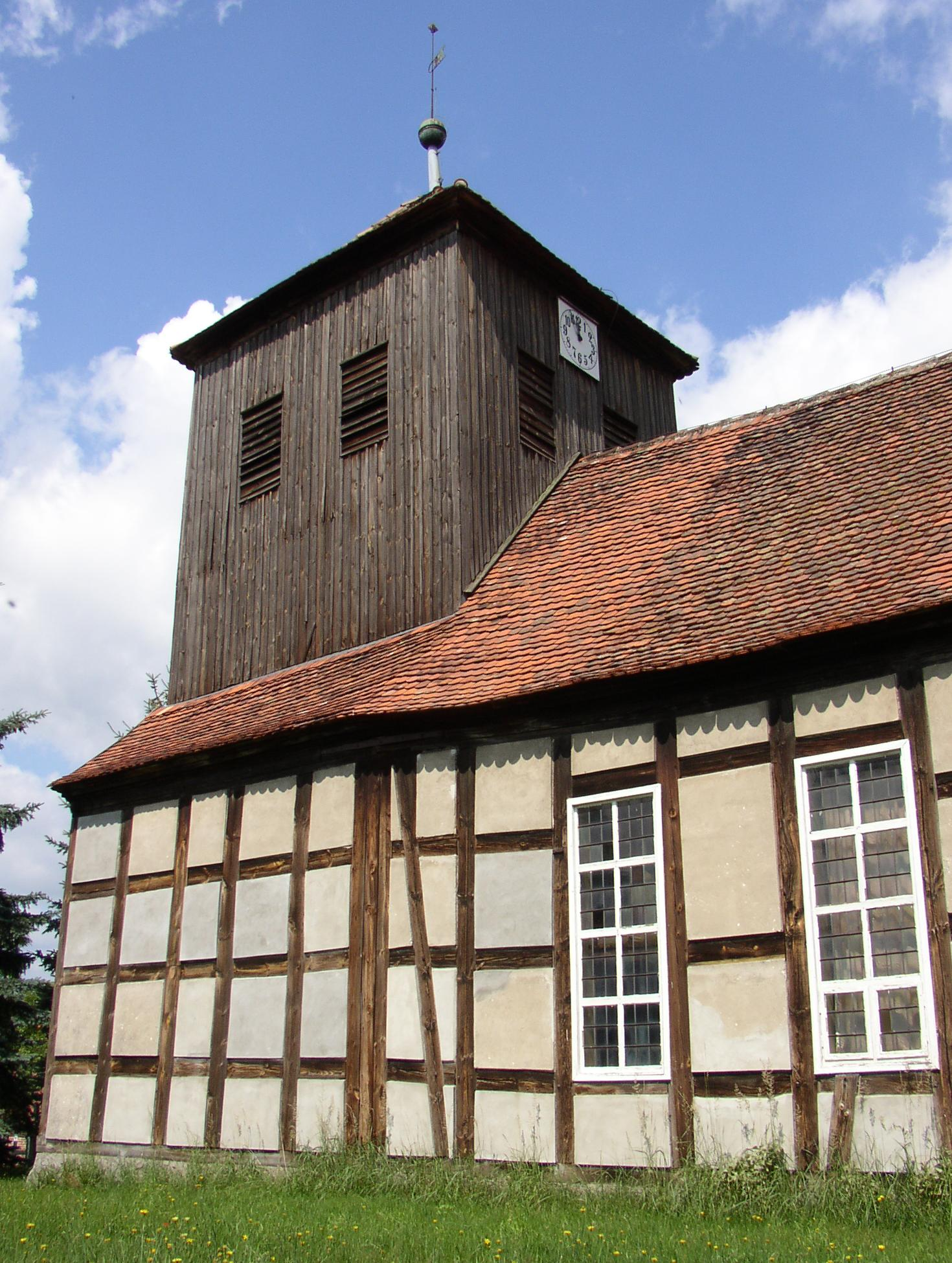
Chiesa di Görne
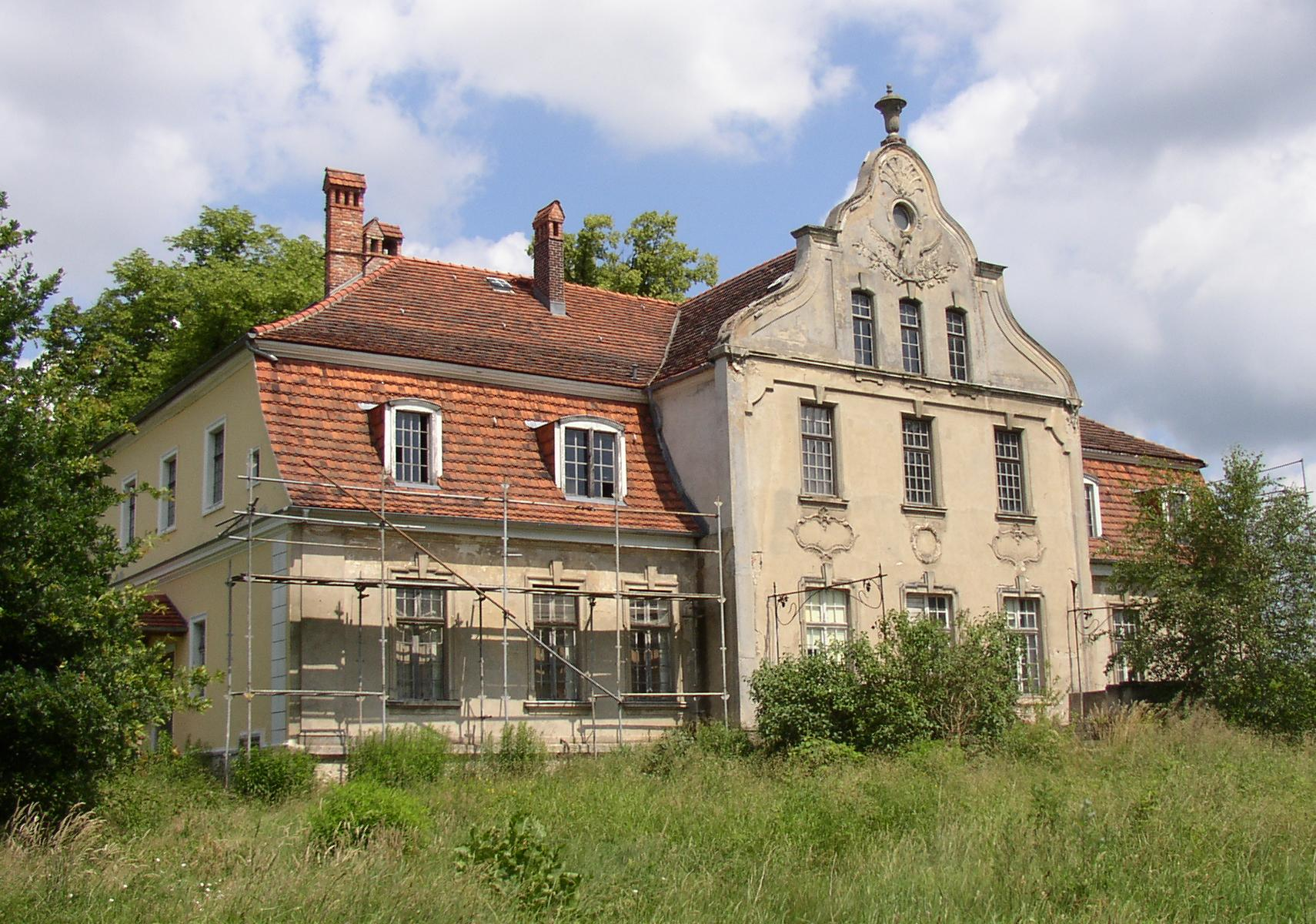
Villa di Görne
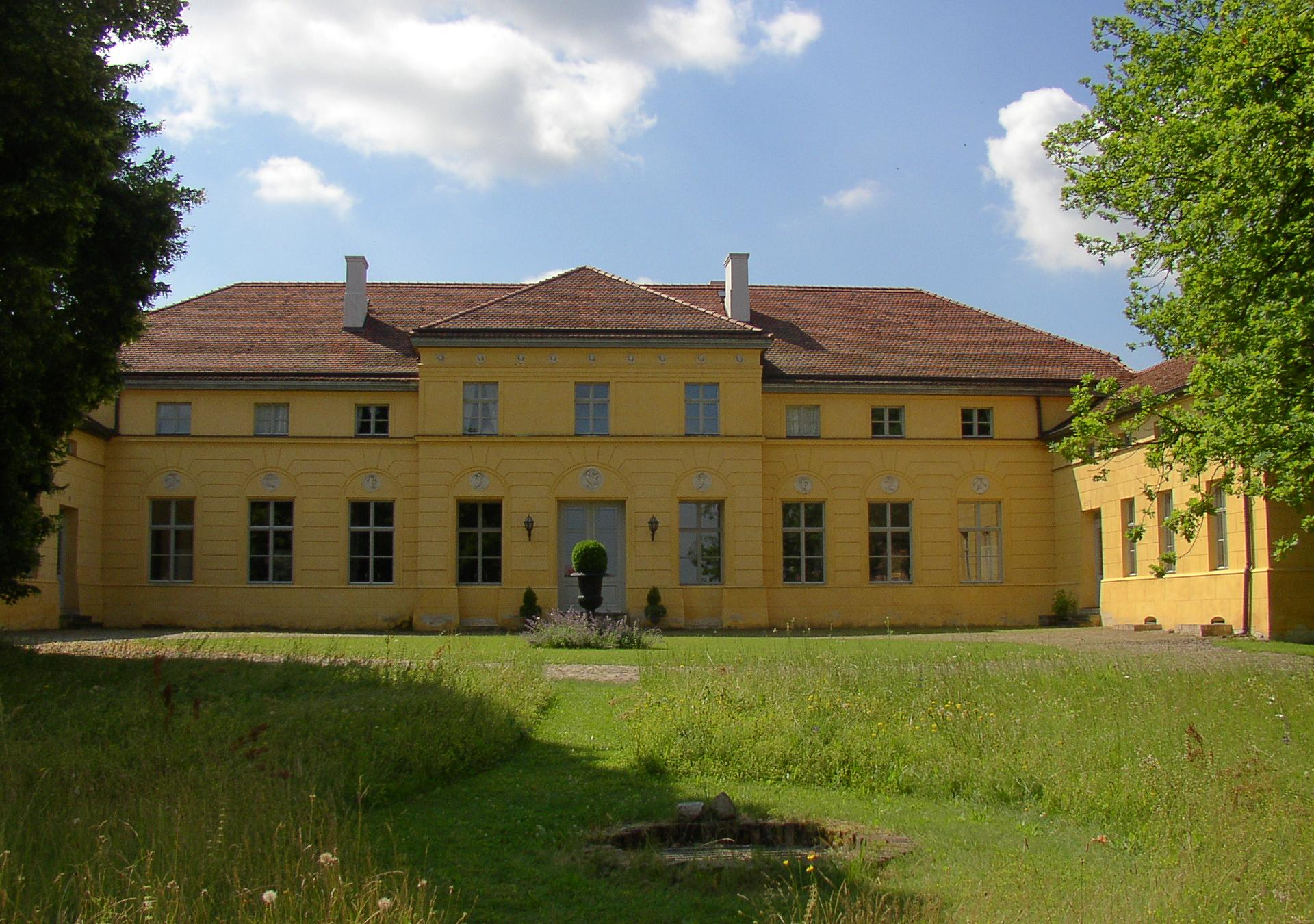
Villa di Kleßen
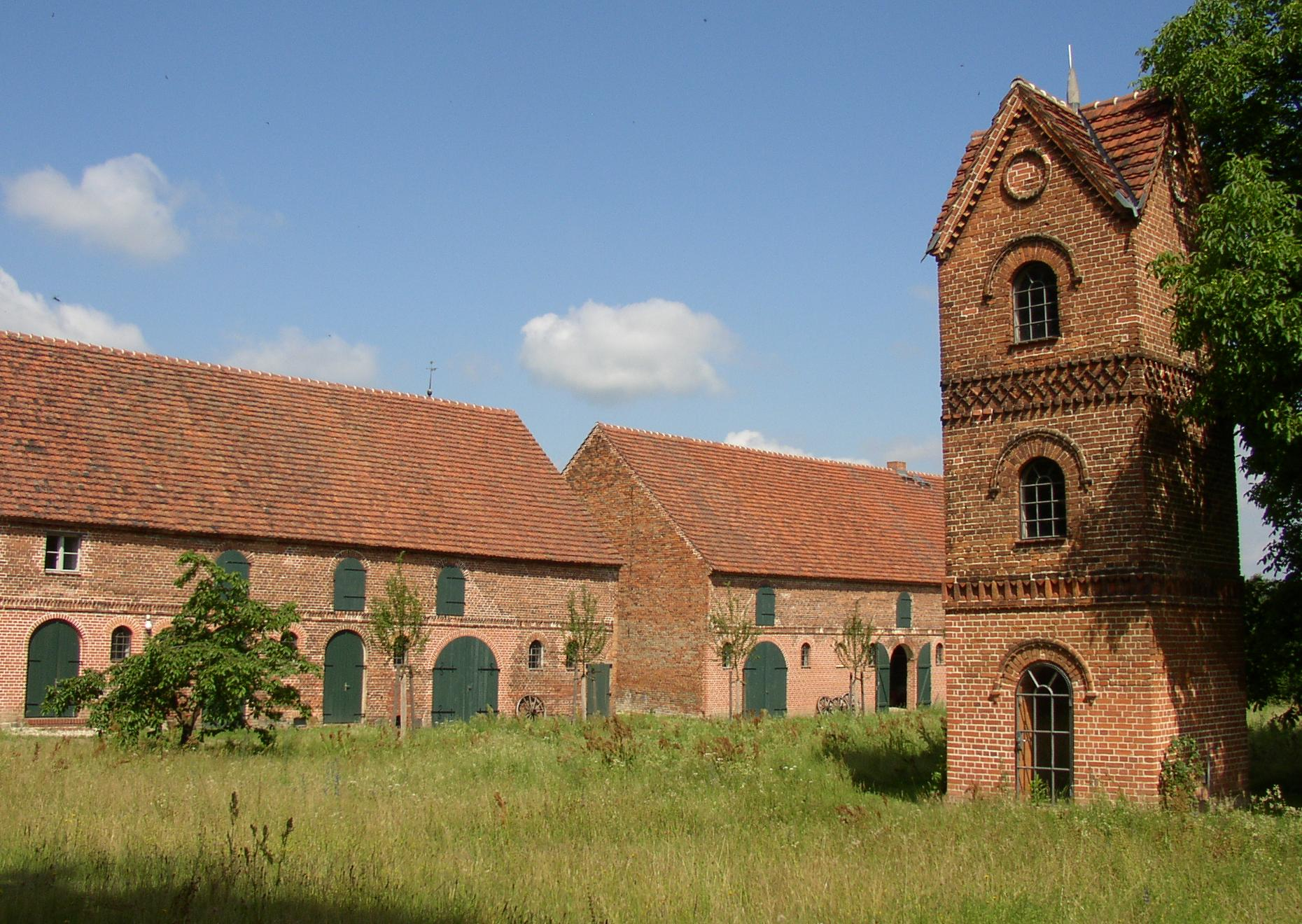
Torre idrica a Kleßen

## Geografia antropica

### Suddivisioni amministrative
Il comune di Kleßen-Görne si compone di 2 centri abitati (Ortsteil):
- Kleßen
- Görne